# چن دینگ
چن دینگ (انگلیسی: Chen Ding؛ زادهٔ ۵ اوت ۱۹۹۲) دونده پیاده‌روی سرعت اهل چین است. وی در مسابقات کشوری و بین‌المللی در مجموع برندهٔ ۲ مدال طلا شده‌است.